# 3341-es busz
A 3341-es jelzésű regionális autóbusz Patvarc, községháza és Ipolyszög, vasúti megállóhely bejárati út között közlekedik Balassagyarmat belvárosán keresztül. A járatot a Volánbusz Zrt. üzemelteti.
A Patvarcról induló buszok Ipaszögre való érkezésük után egyből visszafordulnak, és egészen a balassagyarmati Civitas Fortissima térig mennek, ahonnan 7D buszként fulytatják az utat a Szabó Lőrinc iskoláig.
Ez az egyetlen helyközi autóbuszvonal, amely ugyan érinti Balassagyarmatot, de nem érinti az autóbusz-állomást.

## Megállóhelyei
| 0  | Patvarc, községháza                            | ∫  | 3308, 3313 | |
| 2  | Patvarc, újtelep                               | ∫  | 3308, 3313 | |
| 6  | Balassagyarmat, Rákóczi út 98.                 | ∫  | 1, 1A, 1C, 2, 4, 6, 6A, 7, 7A, 7B, 8, 8A, 9, 9A, 9B 3308, 3313                                                                                 | Nyitnikék Óvoda |
| 7  | Balassagyarmat, Rákóczi út 72. Dózsa György út | ∫  | 1, 1A, 1C, 2, 4, 6, 6A, 7, 7A, 7B, 8, 8A, 9, 9A, 9B 1010, 1012, 3080, 3081                                                                     | |
| 8  | Balassagyarmat, OTP Hunyadi utca               | ∫  | 1, 1C, 2, 2C, 4, 6, 6A, 7, 7A, 7B, 8, 9, 9A, 9B, 3314 3081, 3313, 3318, 3320, 3322, 3325, 3326, 3329, 3332, 3336, 3340, 3342, 3343, 3344, 3345 | Mikszáth Kálmán Művelődési Központ, Salgótarjáni Szakképzési Centrum Szent-Györgyi Albert Gimnáziuma, Szakgimnáziuma és Szakközépiskolája, piac, Spar áruház, OTP Bank |
| 9  | Civitas Fortissima tér                         | 10 | 1, 1C, 3B, 4, 6, 6A, 7, 7B, 7D, 8, 9, 9A, 9B, 3314 3313, 3332, 3336, 3340, 3342, 3343, 3344, 3345                                              | Városháza, Vármegyeháza, Jánossy Képtár, Tornay Galéria, Balassagyarmati Törvényszék, Civitas Fortissima tér                                                           |
| 11 | Balassagyarmat, Lidl áruház Madách liget       | 8  | 1C, 6, 6A, 7, 7B, 8, 9, 9A, 9B, 3314 1010, 1011, 1012, 1013, 3313, 3336, 3340, 3342, 3343, 3344                                                | Lidl áruház, Madách liget (lakótelep) |
| 12 | Balassagyarmat, vágóhíd Nagyliget              | 7  | 3, 3C, 4, 9A 1010, 1013, 3313, 3336, 3340, 3342, 3343, 3344                                                                                    | Nagyligeti Sporttelep, Közép-Duna-völgyi Vízügyi Igazgatóság |
| 14 | Balassagyarmat (Újkóvár), szövetkezeti bolt    | 5  | 1010, 1013, 3313, 3336, 3340, 3342, 3343, 3344                                                                                                 | |
| 17 | Ipolyszög, bejárati út                         | 2  | 1010, 1011, 1012, 1013, 3313, 3336, 3340, 3342, 3343, 3344                                                                                     | |
| 18 | Ipolyszög, vasúti megállóhely bejárati út      | 0  | 1010, 1012, 1013, 3313, 3336, 3340, 3342, 3343, 3344 S750                                                                                      | Ipolyszög |